# Arsen Harutjunjan (Skirennläufer)
Arsen Harutjunjan (armenisch Արսեն Հարությունյան; * 16. März 1968 in Zaghkadsor, Armenische SSR, Sowjetunion) ist ein ehemaliger armenischer Skirennläufer.

## Werdegang
Harutjunjan gab sein internationales Debüt bei den offenen russischen Meisterschaften im März und April 1995. Im Februar 1996 startete er bei zwei FIS-Rennen in Chamonix. Bei der kurz darauf ausgetragenen Alpinen Skiweltmeisterschaften 1996 in der spanischen Sierra Nevada erreichte er im Riesenslalom Rang 40, bevor er im Slalom-Rennen ausschied. Ein Jahr später bei den Alpinen Skiweltmeisterschaften 1997 in Sestriere schied er im Riesenslalom sowie im Slalom aus. In der Folge startete Harutjunjan weiter bei internationalen FIS-Rennen, da Armenien keinen Startplatz im Weltcup besitzt. In Palandöken konnte er dabei am 2. April 1998 erstmals als Zweiter aufs Podest fahren. Kurz zuvor startete er bei den Olympischen Winterspielen 1998 in Nagano, wo er im Slalom als 27. das Ziel erreichte. Erst ein Jahr später wurde er erneut international gemeldet, ging aber bei den Alpinen Skiweltmeisterschaften 1999 in Beaver Creek in beiden Rennen trotz Meldung nicht an den Start.
Bei den Alpinen Skiweltmeisterschaften 2001 in St. Anton am Arlberg gehörte Harutjunjan zum vierten Mal zum armenischen WM-Kader. Nach Rang 42 im Riesenslalom beendete er das Slalom-Rennen auf dem 48. Platz. Nach vier weiteren Jahren, in denen er auch bei den Olympischen Winterspielen 2002 in Salt Lake City ohne Ergebnis ausschied, beendete Harutjunjan im März 2005 mit einem Start bei den offenen polnischen Meisterschaften seine aktive Karriere.

## Erfolge

### Olympische Winterspiele
- Nagano 1998: 27. Slalom
- Salt Lake City 2002: DNF Slalom

### Weltmeisterschaften
- Sierra Nevada 1996: 40. Riesenslalom, DNF Slalom
- Sestriere 1997: DNF Riesenslalom, DNF Slalom
- Vail/Beaver Creek 1999: DNS Riesenslalom, DNS Slalom
- St. Anton 2001: 42. Riesenslalom, 48. Slalom

### Weitere Erfolge
- Ein Podestplatz bei einem FIS-Rennen